# تسا ویرچیو
تسا ویرچیو (انگلیسی: Tessa Virtue؛ زادهٔ ۱۷ مهٔ ۱۹۸۹) رقصنده روی یخ اهل کانادا است.
از افتخارات وی میتوان به کسب ۳ مدال طلا و ۲ مدال نقره در بازی‌های المپیک زمستانی اشاره کرد.